# Kristina Barrois
Kristina Barrois, verheiratet Barrois-Bach (* 30. September 1981 in Ottweiler) ist eine ehemalige deutsche Tennisspielerin. Sie spielte in der deutschen Bundesliga ab 2012 für den Ratinger TC Grün-Weiss, 2006 und 2008 war sie Deutsche Tennismeisterin.

## Karriere
Barrois begann 1991 mit dem Tennissport und bevorzugte den Hartplatz.
Bei allen vier Grand-Slam-Turnieren erreichte sie mindestens einmal die zweite Runde. Auf dem ITF Women’s Circuit gewann sie 15 Einzel- und 16 Doppeltitel.
Auf der WTA Tour feierte sie ihren größten sportlichen Erfolg im Einzel im Jahr 2010 beim Sandplatzturnier in Straßburg mit dem Einzug ins Endspiel, das sie gegen die topgesetzte Marija Scharapowa mit 5:7, 1:6 verlor. Eine weitere Finalteilnahme verbuchte sie 2011 ebenfalls auf Sand in Estoril, wo sie Anabel Medina Garrigues im Finale deutlich mit 1:6, 2:6 unterlag.
2011 erreichte Barrois beim Hallenturnier in Stuttgart das Endspiel, in dem sie sich mit Doppelpartnerin Jasmin Wöhr der Paarung Sabine Lisicki/Samantha Stosur mit 1:6 und 6:75 geschlagen geben musste.
Ihre Auftritte im deutschen Fed-Cup-Team verliefen weniger erfolgreich, ihre drei Partien (2006 in Peking, Doppel und Einzel, und 2010 in Frankreich, Doppel) gingen allesamt verloren.
Kristina Barrois beendete ihre Profikarriere im Oktober 2014 nach dem WTA-Turnier in Luxemburg. An der Seite von Timea Bacsinszky gewann sie dort in der Doppelkonkurrenz ihren einzigen WTA-Titel.
Der ehemalige Fußball-Nationaltorwart Bernd Franke war bis zu ihrem Karriereende sieben Jahre lang ihr Konditionstrainer und hat sie in dieser Zeit auf der Tour begleitet.
Nach ihrem Karriereende kehrte sie in ihren erlernten Beruf zurück. Sie arbeitet als Regierungsinspektorin im saarländischen Justizministerium.
Sie ist seit 2016 verheiratet und hat einen 2016 geborenen Sohn.

## Erfolge

### Einzel

#### Turniersiege
| Nr. | Datum              | Turnier              | Kategorie   | Belag             | Finalgegnerin        | Ergebnis       |
| --- | ------------------ | -------------------- | ----------- | ----------------- | -------------------- | -------------- |
| 1.  | 29. August 2004    | Bielefeld            | ITF $10.000 | Sand              | Nicole Seitenbecher  | 6:4, 6:1       |
| 2.  | 24. Januar 2005    | Oberhaching          | ITF $10.000 | Teppich (Halle)   | Sabine Klaschka      | 7:5, 6:4       |
| 3.  | 14. Februar 2005   | Albufeira-Montechoro | ITF $10.000 | Hartplatz         | Lisanne Balk         | 6:2, 6:2       |
| 4.  | 21. Februar 2005   | Biberach             | ITF $10.000 | Hartplatz (Halle) | Lucie Hradecká       | 7:5, 6:4       |
| 5.  | 14. März 2005      | Sunderland           | ITF $10.000 | Hartplatz (Halle) | Anet Kaasik          | 7:62, 6:3      |
| 6.  | 31. Juli 2005      | Horb                 | ITF $10.000 | Sand              | Andrea Hlaváčková    | 7:5, 6:3       |
| 7.  | 27. September 2005 | Glasgow              | ITF $25.000 | Hartplatz (Halle) | Gréta Arn            | 6:3, 3:6, 6:4  |
| 8.  | 9. Oktober 2005    | Nantes               | ITF $25.000 | Hartplatz (Halle) | Alberta Brianti      | 6:4, 6:2       |
| 9.  | 6. Februar 2006    | Belfort              | ITF $25.000 | Hartplatz (Halle) | Kirsten Flipkens     | 6:2, 3:6, 7:66 |
| 10. | 28. Februar 2006   | Biberach             | ITF $25.000 | Hartplatz (Halle) | Tatjana Malek        | 6:4, 5:7, 7:65 |
| 11. | 30. März 2008      | La Palma             | ITF $25.000 | Hartplatz         | Mervana Jugić-Salkić | 5:1 Aufgabe    |
| 12. | 6. April 2008      | Hamburg              | ITF $25.000 | Teppich (Halle)   | Ana Vrljić           | 6:2, Aufgabe   |
| 13. | 7. September 2008  | Denain               | ITF $75.000 | Sand              | Kinnie Laisné        | 6:2, 6:4       |
| 14. | 7. April 2013      | Dijon                | ITF $15.000 | Hartplatz (Halle) | Eliza Kostowa        | 6:3, 7:5       |
| 15. | 25. August 2013    | Braunschweig         | ITF $15.000 | Sand              | Myrtille Georges     | 4:6, 6:2, 6:3  |

#### Finalteilnahmen
| Nr. | Datum          | Turnier   | Kategorie         | Belag | Finalgegnerin           | Ergebnis |
| --- | -------------- | --------- | ----------------- | ----- | ----------------------- | -------- |
| 1.  | 22. Mai 2010   | Straßburg | WTA International | Sand  | Marija Scharapowa       | 5:7, 1:6 |
| 2.  | 30. April 2011 | Oeiras    | WTA International | Sand  | Anabel Medina Garrigues | 1:6, 2:6 |

### Doppel

#### Turniersiege
| Nr. | Datum              | Turnier             | Kategorie         | Belag             | Partnerin              | Finalgegnerinnen                  | Ergebnis          |
| --- | ------------------ | ------------------- | ----------------- | ----------------- | ---------------------- | --------------------------------- | ----------------- |
| 1.  | 23. Januar 2005    | Oberhaching         | ITF $10.000       | Hartplatz (Halle) | Korina Perkovic        | Lucie Hradecká Jasmin Wöhr        | 6:3, 5:7, 7:66    |
| 2.  | 14. August 2005    | Hechingen           | ITF $25.000       | Sand              | Jasmin Wöhr            | Renata Voráčová Sandra Záhlavová  | 4:6, 7:63, 6:4    |
| 3.  | 28. August 2005    | Bielefeld           | ITF $10.000       | Sand              | Korina Perkovic        | Justine Ozga Andrea Sieveke       | 7:61, 6:3         |
| 4.  | 5. Februar 2006    | Belfort             | ITF $25.000       | Hartplatz (Halle) | Kathrin Wörle-Scheller | Jekaterina Lopes Irina Kuzmina    | 7:61, 6:3         |
| 5.  | 11. November 2007  | Ismaning            | ITF $25.000       | Teppich (Halle)   | Julia Görges           | Andrea Hlaváčková Lucie Hradecká  | 2:6, 6:2, [10:7]  |
| 6.  | 6. Juli 2008       | Stuttgart-Vaihingen | ITF $25.000       | Sand              | Laura Siegemund        | Katalin Marosi Marina Tavares     | 6:3, 6:4          |
| 7.  | 12. Oktober 2008   | Joué-lès-Tours      | ITF $50.000       | Hartplatz (Halle) | Mervana Jugić-Salkić   | Julie Coin Violette Huck          | 6:2, 7:63         |
| 8.  | 27. September 2009 | Shrewsbury          | ITF $75.000       | Hartplatz (Halle) | Yvonne Meusburger      | Johanna Larsson Anna Smith        | 3:6, 6:4, [10:7]  |
| 9.  | 29. August 2010    | Bronx               | ITF $100.000      | Hartplatz         | Yvonne Meusburger      | Natalie Grandin Abigail Spears    | 1:6, 6:4, [15:13] |
| 10. | 7. November 2010   | Ismaning            | ITF $50.000       | Teppich (Halle)   | Anna-Lena Grönefeld    | Tetjana Arefjewa Juliana Fedak    | 6:1, 7:63         |
| 11. | 14. April 2013     | Edgbaston           | ITF $25.000       | Hartplatz (Halle) | Ana Vrljić             | Richèl Hogenkamp Stephanie Vogt   | 6:4, 7:62         |
| 12. | 23. Juni 2013      | Ystad               | ITF $25.000       | Sand              | Lina Stančiūtė         | Monique Adamczak Pemra Özgen      | 6:4, 7:5          |
| 13. | 30. Juni 2013      | Stuttgart-Vaihingen | ITF $25.000       | Sand              | Laura Siegemund        | Stephanie Vogt Sandra Zaniewska   | 7:61, 6:4         |
| 14. | 10. November 2013  | Équeurdreville      | ITF $25.000       | Hartplatz (Halle) | Timea Bacsinszky       | Diāna Marcinkēviča Eva Wacanno    | 6:4, 6:3          |
| 15. | 24. November 2013  | Scharm El-Scheich   | ITF $75.000       | Sand              | Timea Bacsinszky       | Anna Morgina Kateřina Siniaková   | 6:75, 6:0, [10:4] |
| 16. | 13. Juni 2014      | Essen               | ITF $25.000       | Sand              | Tatjana Maria          | Ysaline Bonaventure Eliza Kostowa | 6:2, 6:2          |
| 17. | 18. Oktober 2014   | Luxemburg           | WTA International | Hartplatz (Halle) | Timea Bacsinszky       | Lucie Hradecká Barbora Krejčíková | 3:6, 6:4, [10:4]  |

#### Finalteilnahmen
| Nr. | Datum            | Turnier     | Kategorie         | Belag             | Partnerin        | Finalgegnerinnen                   | Ergebnis  |
| --- | ---------------- | ----------- | ----------------- | ----------------- | ---------------- | ---------------------------------- | --------- |
| 1.  | 24. April 2011   | Stuttgart   | WTA Premier       | Sand              | Jasmin Wöhr      | Sabine Lisicki Samantha Stosur     | 1:6, 6:75 |
| 2.  | 21. Juli 2013    | Bad Gastein | WTA International | Sand              | Eleni Daniilidou | Sandra Klemenschits Andreja Klepač | 1:6, 4:6  |
| 3.  | 20. Oktober 2013 | Luxemburg   | WTA International | Hartplatz (Halle) | Laura Thorpe     | Stephanie Vogt Yanina Wickmayer    | 6:72, 4:6 |